# Gustav Stresemann
Gustav Stresemann (escuchaⓘ; Berlín, 10 de mayo de 1878-Berlín, 3 de octubre de 1929) fue un político alemán durante el Imperio alemán y la República de Weimar, nombrado el 13 de agosto de 1923 canciller y ministro de Asuntos Exteriores de la mencionada república. Desempeñó el primer cargo solamente hasta el 30 de noviembre de 1923 (había perdido una moción de confianza el 22 de noviembre), y el segundo lo conservó hasta su muerte.
Fundador y dirigente del Partido Popular Alemán (DVP), fue una figura ineludible de la República de Weimar, periodo en el que mediante la puesta en práctica de una política pragmática de compromisos logró que Alemania recobrara parte del peso diplomático y económico perdido tras la Primera Guerra Mundial: su estrategia se basaba en conseguir avances en estos terrenos a cambio de cada concesión alemana. Tras controlar la hiperinflación que amenazaba la existencia misma de Alemania, Stresemann encaró otros problemas como la ocupación del Ruhr por los ejércitos francés y belga, las reparaciones de guerra o la cuestión fronteriza latente desde el Tratado de Versalles.
La índole pragmática de su política le procuró muchos enemigos y acabó siendo abandonado por una gran parte de la clase política con la que tuvo que lidiar. Junto a Aristide Briand fue el artífice del acercamiento franco-alemán y de otros numerosos acuerdos diplomáticos que pretendían estabilizar la situación en la Europa de la posguerra, lo que les valió a ambos la concesión del Premio Nobel de la Paz en 1926. Sin embargo, este acercamiento se detuvo con la muerte de Stresemann, que supuso para la República de Weimar la pérdida de uno de sus últimos defensores.

## Infancia y estudios
Gustav Stresemann nació el 10 de mayo de 1878 en el 66 de la Köpenicker Straße de Berlín. Su padre, Ernst August Stresemann, poseía una cafetería y un comercio de cerveza, lo que permitió a la familia vivir de manera relativamente acomodada. No obstante, fue él el único de los cinco hijos (otros tres hijos fallecieron a temprana edad) que pudo asistir a una universidad. A los dieciséis años, Gustav Stresemann entró en el Andreas Gymnasium. El poco tiempo que le dedicaban sus padres le llevó a sumergirse en los libros. Fue un apasionado de la historia y su profesor hablaba de «un gusto casi enfermizo por la historia». Napoleón y Goethe se encontraban entre sus personajes históricos preferidos, y publicó un ensayo sobre ambos en 1924 con el título Goethe und Napoleon: ein Vortrag. La muerte de su madre, Mathilde, en 1895, le afectó mucho.
En 1897 superó la selectividad y entró el año siguiente en la Universidad de Leipzig, donde estudió Historia, Derecho Público, Derecho Internacional y cursos de Literatura. Influido por el doctor Martin Kriele, siguió igualmente cursos de Ciencias Económicas. Hasta marzo de 1899, fue redactor jefe del periódico de la universidad, el Allgemeine Deutsche Universitätszeitung. Dos años más tarde, presentó su tesis sobre el desarrollo del comercio de cerveza embotellada en Berlín y analizado el problema de las grandes tiendas, lo que atrajo las mofas de sus colegas. Esta elección mostró, sin embargo, el pragmatismo del que Stresemann hizo gala en el futuro. Fue probablemente en el barrio donde trabajaba su padre donde Gustav Stresemann comenzó a interesarse por la economía. Tras la muerte de Ernst Stresemann en 1905, su hijo Richard asumió la gestión del negocio familiar.

## El nacimiento de un político

### Industria y entrada en política

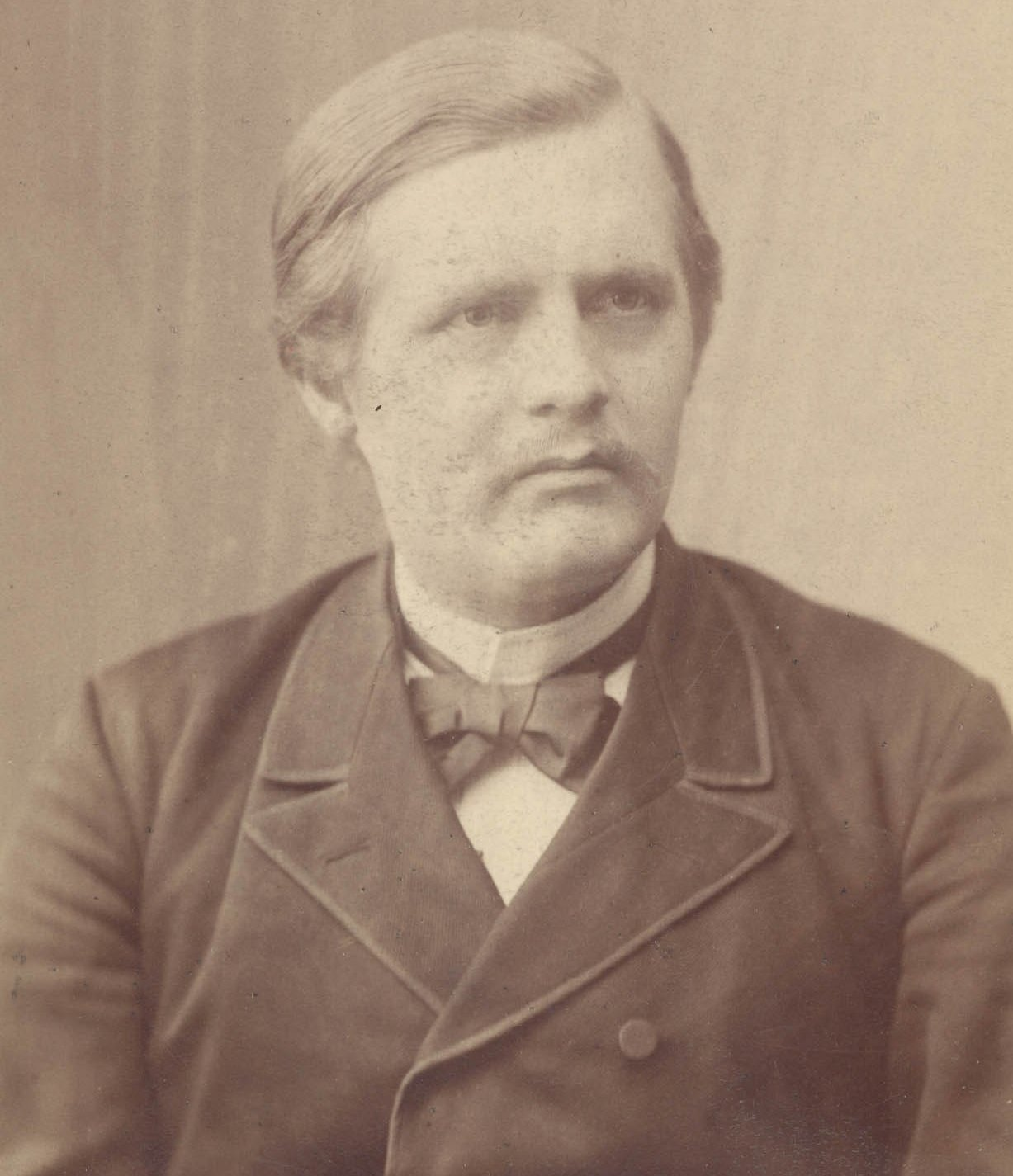
Friedrich Naumann.

Desde su juventud, Stresemann estuvo fuertemente influido por la política. Su padre, ferviente admirador de Eugen Richter, era liberal. Stresemann se unió al grupo protestante de los liberales, donde Friedrich Naumann, un pastor protestante, influyó notablemente en él. Naumann predicaba la reconciliación entre las clases obreras y las clases superiores, al tiempo que rechazaba el nacionalismo exacerbado. En 1896, fundó la Asociación Nacional Social. Stresemann escribió al respecto:

No podíamos unirnos a la socialdemocracia. Nos indignaba su rechazo a lo nacional y la coloración marxista de su socialismo. El liberalismo había perdido toda fuerza de atracción, había devenido un liberalismo manchesteriano petrificado en Eugen Richter y una lucha de facciones en los nacionales-liberales. [...] Friedrich Naumann vino entonces y lanzó en esta época en gestación, en busca de nuevas ideas, la gran idea de la unión de la monarquía y de la clase obrera alemanas. Dio a sus proposiciones el contenido social que le faltaba entonces al liberalismo.
Citado en Christian Baechler (1996, p. 45) 

Gustav Stresemann formó parte de varias corporaciones estudiantiles (Burschenschaften), como Neo Germania en Berlín, Suevia en Leipzig, Normannia en Heidelberg y Palatia en Tubinga. El aspecto social de su compromiso político era muy fuerte. En 1901 fue asistente de dirección en la Federación de Chocolateros Alemanes. Hizo sus primeros negocios y fundó una fábrica de azúcar libre del control de todo cártel en un contexto en el que la economía alemana estaba bajo el control de grandes cárteles como BASF, Krupp o Thyssen, contabilizándose en 1905 un total de 385 en el país. Stresemann consiguió, pues, un éxito empresarial, escribiendo al respecto: «Ojalá el ejecutivo se abstenga de extender el concepto de concentración empresarial». En 1902, Stresemann fue nombrado presidente-director general de la Unión de los Industriales (Bund der Industriellen) para la región de Dresde-Bautzen. El 21 de febrero del mismo año fue elegido síndico. Poco a poco, se aseguró una posición social en el seno de la industria y volvió a ella en 1912 tras expirar su mandato de diputado. Estableció contactos con personas muy influyentes como Albert Ballin, director de la compañía marítima Hamburg-Amerikanische Packetfahrt-Actien-Gesellschaft (Hapag), y Jakob Riesser, vicepresidente de la Cámara de Comercio de Berlín.
En 1903 se afilió al Partido Nacional Liberal, un partido que defendía principalmente los intereses de los dirigentes industriales. El 20 de octubre de ese mismo año, se casó en Berlín con Käte Kleefeld, hija del industrial Adolf Kleefeld, influyente personaje de la sociedad berlinesa durante la década de 1920. Fruto de este matrimonio fueron dos hijos: Wolfgang, nacido en 1904, y Joachim, en 1908. En octubre de 1906, Stresemann participó en el congreso del partido en Goslar, afirmando: «Venceremos el pesimismo de la mejor manera si nos aferramos a nuestros principios nacionales y liberales». Fue una intervención destacada para Ernst Bassermann, jefe del Partido Nacional Liberal desde 1904.
Con motivo de su trabajo para la Federación de Chocolateros Alemanes, se trasladó en 1901 a Dresde, ciudad en la que esta industria tenía una gran importancia. Concejal en Dresde desde 1906, Stresemann fue elegido en segunda vuelta diputado por la circunscripción de Annaberg-Schwarzenberg en 1907. Ante los problemas de salud de Bassermann, Stresemann asumió la dirección del partido, donde fue conocido como el «delfín». Se ganó las iras del ala derecha de su partido al mantener las medidas sociales, oponiéndose esta última a su reelección al frente del partido en 1912. Tras perder su escaño en el Reichstag, Stresemann emprendió varios viajes a Estados Unidos y Canadá. En 1912 asistió a un congreso de cámaras de comercio organizado en Boston. Estos viajes le permitieron comprender los mecanismos de producción que pondría en marcha más adelante en Alemania. La economía fue uno de los motores de su pensamiento, ya que entendía que los problemas políticos derivaban de los económicos.

### Primera Guerra Mundial

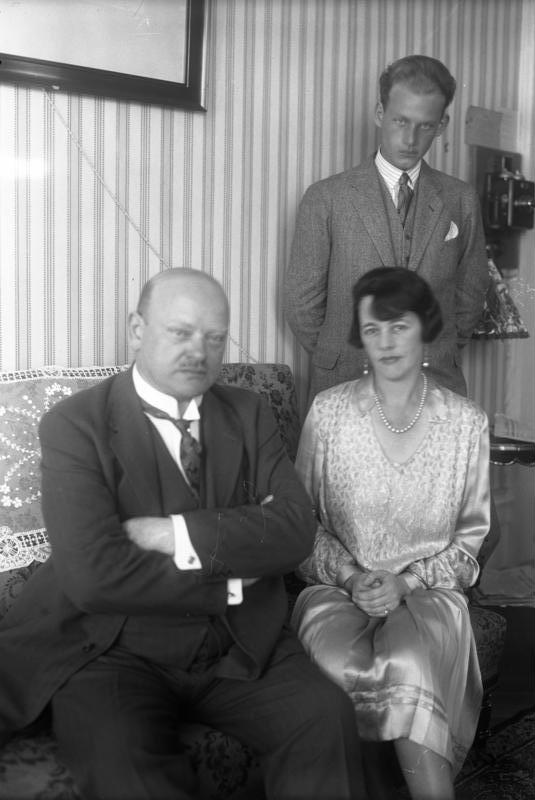
Stresemann con su mujer Käte Stresemann (nacida Käte Kleefeld) y su hijo Wolfgang en 1927.

Al estallar la Primera Guerra Mundial, Stresemann no se alistó debido a su mal estado de salud, de hecho había sido apartado del servicio militar en 1901 por sufrir la enfermedad de Basedow. Mientras, aprovechó el periodo de conflicto para asegurar su posición política. En 1914 fue elegido diputado por la circunscripción Wittmund-Aurich, después de que Bassermann exhortara a los miembros de su partido a votarle, y conservó su mandato hasta su muerte. Stresemann se mostraba convencido de la victoria de Alemania en el conflicto, apoyaba a los anexionistas y hacía gala de un nacionalismo sin reservas. En un discurso del 4 de diciembre de 1914, declaró: «La victoria de Alemania traerá la paz al mundo». La perspectiva económica aún prevalecía para él, puesto que entendía que el origen de la guerra era, ante todo, económico. Como miembro de la Federación Colonial Alemana (Deutscher Kolonialverein) y de la Asociación Mercantil Germano-Estadounidense (Deutsch-Amerikanische Handelsgesellschaft), Stresemann apoyaba la política naval alemana y sobre todo la guerra submarina indiscriminada, que había marcado la entrada en la guerra de Estados Unidos.
En 1917 fue elegido representante y vicepresidente de los nacional liberales en el Reichstag, reafirmando su posición en un momento en que Bassermann se alejaba de la vida política por razones de salud. Stresemann intentó una fusión entre los nacional liberales y el Partido Progresista Alemán. Aunque sin éxito, trató también de alistarse al ejército, pero sobre todo trabajó para acelerar la caída del canciller Theobald von Bethmann Hollweg, demasiado débil en su opinión, pasando a apoyar a Matthias Erzberger. Bethmann Hollweg fue destituido el 13 de julio de 1917. Para Stresemann, «No existe ningún canciller violado. Un canciller debe poder imponerse y si no puede, tiene que asumir las consecuencias». También en 1917 Stresemann compró el periódico Deutsche Stimmen, que dirigió hasta 1923 y en el que publicó sus artículos.
En junio de 1918, Stresemann creía todavía en la victoria: «Nunca hemos tenido menos motivos para dudar de la victoria alemana que ahora. Si la victoria se logra, deberemos utilizarla para obtener las garantías reales necesarias». El ejército de Ludendorff acababa de lanzar una ofensiva victoriosa sobre el Camino de las Damas, abriendo así la ruta hacia París por segunda vez. Si la victoria de los Aliados y el armisticio del 11 de noviembre de 1918 desconcertaron a Stresemann, más aún lo hizo la abdicación de Guillermo II. Stresemann era un acérrimo monárquico: envió un telegrama al emperador con motivo de su sexagésimo cumpleaños y en 1923 defendió que el Kronprinz Guillermo de Prusia pudiera volver a Alemania, algo que le fue muy reconocido. Cuando se proclamó la República de Weimar, el movimiento liberal en Alemania estaba profundamente dividido.

### Comienzos en la República de Weimar
La posteriormente conocida como República de Weimar fue proclamada el 9 de noviembre de 1918 por la revolución que se desarrolló en las calles de Berlín y de numerosas ciudades. La joven república debió afrontar en seguida lo que le valió el odio de muchos: la derrota y la firma del armisticio del 11 de noviembre. Acusada de traicionar al ejército, la república y los que la defendían fueron calumniados, particularmente por los extremistas de derechas. (El mito de la «puñalada por la espalda» fue posteriormente retomado por la propaganda nazi, por ejemplo.) La república se enfrentó igualmente al levantamiento espartaquista de Berlín, que repelió enviando el ejército y poniéndose a los comunistas en contra. El nuevo régimen tenía pocos apoyos en la clase política.
Fue en este contexto en el que Stresemann dio sus primeros pasos como dirigente de partido. Tras haber fracasado en su tentativa de fusión con los liberales a causa de su división, rechazada asimismo por ellos, Stresemann fundó el Partido Popular Alemán (Deutsche Volkspartei, DVP) el 15 de diciembre de 1918, un partido que representaba a los industriales y del que se convirtió en dirigente. El partido no se apoyaba exclusivamente en los industriales, ya que contaba también en sus filas con profesores, abogados o altos funcionarios. En las elecciones federales de 1919, el DVP obtuvo el 4,4 % de los votos y consiguió 19 de los 423 escaños del Parlamento.
Como la mayoría de los alemanes de la época, Stresemann cuestionaba el Tratado de Versalles. Para él, los alemanes eran «tratados como perros excluidos de los pueblos de la tierra». Consideraba que las cláusulas morales del Tratado de Versalles eran más duras de soportar que las cláusulas económicas y territoriales. Aunque Stresemann se oponía al tratado, no estaba dispuesto a asumir la responsabilidad de su rechazo, puesto que eso habría conducido forzosamente a la reanudación de las hostilidades.
El 31 de marzo de 1919 fue obligado a abandonar la dirección de la federación de industriales de Sajonia. Ese mismo año comenzaron sus problemas de salud, que le afectaron a los riñones y terminaron provocándole un ataque cardíaco. La salvaguarda y la garantía de los intereses alemanes no podían alcanzarse sin considerar la situación internacional del momento. Desde entonces, Stresemann se unió a los republicanos hacia junio de 1920 y se comprometió con la realpolitik, algo que le fue reprochado por muchos. Su posición cambiante durante el golpe de Kapp del 13 de marzo de 1920 le perjudicó políticamente, con lo que aprendió una lección que le fue útil durante el periodo de auge del separatismo renano. Su futuro ministro de Justicia, Gustav Radbruch, dijo de él: «Esta era su gran habilidad política, la de hacer el bien siempre en el mejor momento, la de dejarse instruir por la situación sin tener en cuenta sus posiciones anteriores [...]». En las elecciones legislativas del 6 de junio de 1920, el partido de Stresemann obtuvo el 13,9 % de los sufragios, porcentaje que se tradujo en 65 de los 459 escaños. El DVP entró en el Gobierno de Konstantin Fehrenbach que se formó el 25 de junio.
Felix Hirsch menciona las dos mayores dificultades que Stresemann hubo de afrontar en cuanto a su partido. La primera tuvo que ver con la prensa: el partido no recibía el apoyo de los grandes periódicos que se encontraban «en el campo demócrata o nacional-alemán», con lo que la mediatización se encontraba así debilitada. El segundo problema afectaba a las finanzas del partido, ya que Stresemann, responsable del presupuesto, era un pésimo hombre de negocios, lo que le llevó a contraer numerosas deudas personales en nombre del partido, cuyo total a su muerte se elevaba a la suma de 625 000 marcos. Aunque Stresemann tenía que hacer frente a estas dificultades, se ancló en la vida política. Estableció contactos con la diplomacia extranjera en Alemania, como fue el caso del embajador del Reino Unido en Alemania, Edgar Vincent D'Abernon, con quien entabló amistad.

## El canciller de los cien días
1922 fue un año difícil para Alemania pese a que el Tratado de Rapallo rompió el aislamiento del país. Por un lado, Walther Rathenau, ministro de Asuntos Exteriores, fue asesinado, lo que sacudió al Gobierno de Joseph Wirth, incapaz de superar la crisis. Por otro lado, Raymond Poincaré ascendió al poder en Francia y su actitud antialemana deterioró la situación. La República de Weimar se veía superada por todas partes. La situación en el Sarre era crítica. Georges Clemenceau había logrado durante la firma del Tratado de Versalles la creación del Territorio de la Cuenca del Sarre, que pasó a estar bajo administración de la Sociedad de Naciones durante un periodo de quince años y del que Francia obtuvo la propiedad de las minas de carbón.
Ese mismo año, Alemania tuvo que pagar 2170 millones de marcos, de los que 720 millones fueron en metálico. La opinión pública pensaba que no se podía pagar lo que se le estaba exigiendo al país y la inflación se disparó. El 11 de enero de 1923, tropas francesas y belgas ocuparon el Ruhr. El canciller Wilhelm Cuno decretó la resistencia pasiva, produciéndose un auge del sentimiento nacional. Durante este tiempo, Gustav Stresemann fue presidente de la comisión de asuntos exteriores del Reichstag, y los acontecimientos en el Ruhr terminaron por abrirle las puertas de la cancillería. La resistencia pasiva suponía un coste enorme (salarios y seguros sociales, por ejemplo, se abonaban a cargo de las finanzas públicas) e hizo caer el valor del marco. El 12 de agosto de 1923, Cuno dimitió. El día siguiente, el presidente Friedrich Ebert nombró a Stresemann canciller, después de que éste había sido elegido por el Reichstag (el Parlamento). En los ciento tres días siguientes, Stresemann resolvió la mayoría de los problemas del momento.

### Ocupación del Ruhr y separatismos

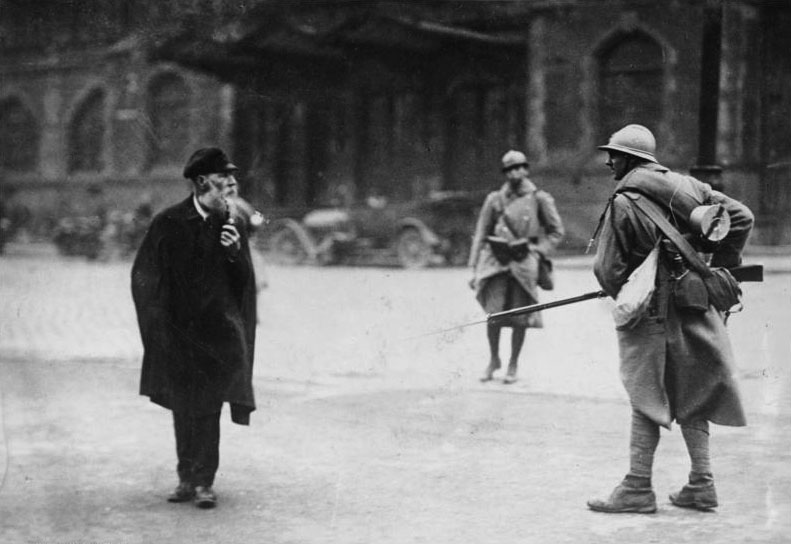
Soldados franceses y un civil durante la ocupación del Ruhr.

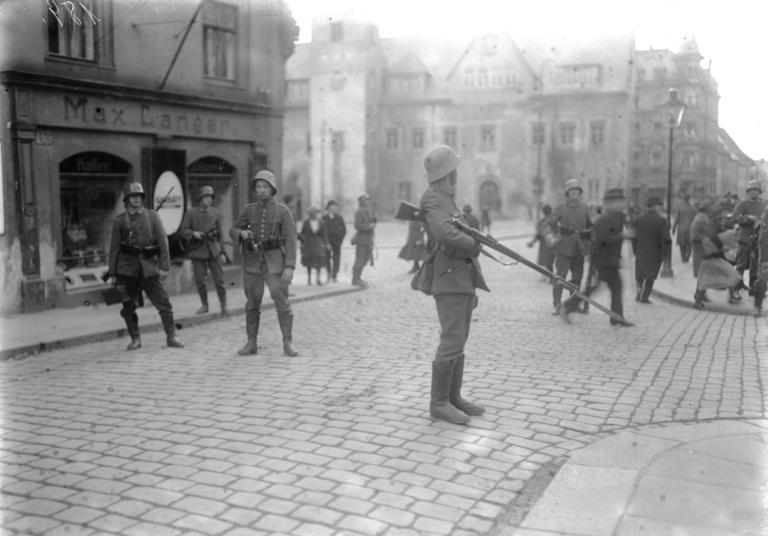
El ejército alemán en las calles de Freiberg (Sajonia), tras enfrentarse a los comunistas que controlaban la ciudad.

Stresemann formó un gobierno de «gran coalición» donde el SPD estaba presente. La ocupación extranjera hizo estallar los separatismos que amenazaban la unidad del país. Stresemann debió combatirlos y ordenó el 23 de septiembre el final de la resistencia pasiva, pese a que anteriormente había apoyado esta práctica. Había intentado, con la ayuda de Edgar Vincent D'Abernon y del embajador francés Pierre de Margerie, encontrar una entente con Poincaré en lo relativo a la ocupación del Ruhr y las reparaciones de guerra, pero sin éxito. Este acto atrajo el odio de la derecha nacionalista y particularmente de los nacionalsocialistas, que promovieron campañas difamatorias contra él. En Renania se fundaron varias repúblicas como la República Renana. Poincaré no puso freno a estos separatismos, que según él garantizaban la paz. Stresemann tenía dificultades para preservar la unidad del país. En Baviera, los extremistas de derechas liderados por Eugen von Knilling decretaron el estado de emergencia. Gustav von Kahr tomó entonces plenos poderes. Stresemann demandó al presidente Ebert que decretase el estado de emergencia, pero el ejército estacionado en Baviera bajo el mando del general Otto von Lossow se negó a obedecer sus órdenes, apoyando a von Kahr. Turingia y Sajonia estaban, por el contrario, en manos de socialistas y comunistas, por lo que Stresemann hubo de enviar al ejército a Sajonia para retomar su control.
Otra cuestión de política interior dio el golpe de gracia al primer gobierno de Stresemann: la imposibilidad de tratar la cuestión de la jornada laboral. Trataba de poner en marcha una nueva reglamentación para hacer frente a los envites económicos planteados por las reparaciones que Alemania tenía que pagar. Stresemann y su Gobierno solicitaron plenos poderes para poder ejecutar su política sin el Parlamento: «El Gobierno del Reich tiene necesidad de una ley de plenos poderes para tomar en las áreas financiera, social y económica las medidas necesarias que salvaguarden la economía». El SPD rechazó que la cuestión de la jornada laboral fuese ligada a la ley de plenos poderes. El ejecutivo dimitió el 3 de octubre de 1923.
El 5 de octubre, los partidos llegaron a un acuerdo en cuanto a la jornada laboral, que fue mantenida en ocho horas, aceptando, sin embargo, derogaciones para poder hacer frente a las nuevas necesidades económicas. El 6 de octubre, Stresemann formó su segundo Gobierno y puso en marcha su proyecto de ley de plenos poderes, que fue adoptado el 13 de octubre. El Ruhr seguía estando ocupado. La resistencia pasiva a franceses y belgas degeneró hasta llegar a atentados contra sus tropas. Stresemann no llegó a obtener concesiones de Raymond Poincaré, inflexible con respecto al pago de las reparaciones. Stresemann, para relanzar el trabajo en el Ruhr (donde el desempleo aumentaba), aceptó dejar que la Misión Interaliada de Control de las Fábricas y de las Minas negociara con la industria.
La situación no mejoraba ni en Baviera ni en Sajonia. El 29 de octubre de 1923, Stresemann decidió destituir a los miembros del Gobierno de Sajonia del ministro-presidente Erich Zeigner. Para Baviera, prefirió abrir negociaciones. Stresemann se encontraba en una situación muy incómoda porque los ministros del SPD abandonaron su Gobierno, provocando la ruptura de la coalición. Von Seeckt proyectó establecer una «dictadura legal» para paliar la crisis, algo que Stresemann rechazó. Recibió entonces ataques por todas partes. El Putsch de Múnich del 8 de noviembre de 1923 fue el punto culminante del conflicto hasta el punto de que cuando Stresemann conoció la noticia exclamó: «Finis Germaniae» («el fin de Alemania»). El golpe de Estado pretendía derrocar al Gobierno y se saldó con un enfrentamiento con la policía que dejó veinte muertos, dieciséis de ellos golpistas. Los responsables fueron arrestados, Adolf Hitler condenado a prisión y Ludendorff y Von Lossow juzgados, pero no condenados. Stresemann volvió a quedar debilitado por estos acontecimientos que tuvo que afrontar abandonado por una parte de sus amigos políticos.

### Inflación

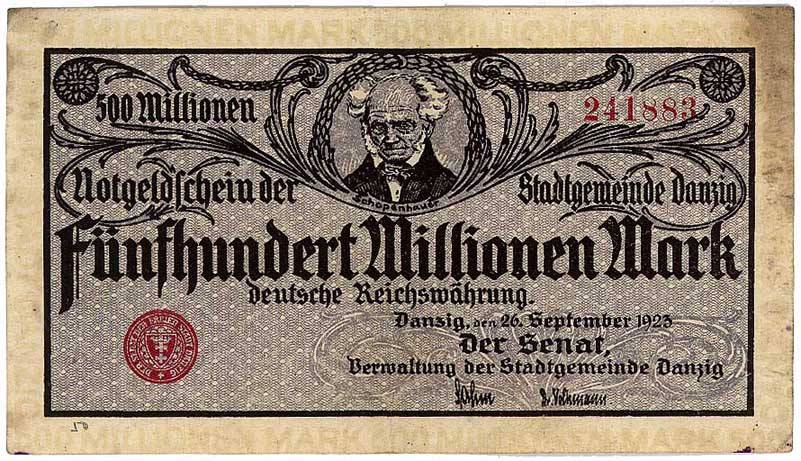
Billete de 500 millones de marcos (Papiermark, de 1923).

En noviembre de 1923, la inflación alcanzó cifras récord. Como muestra, en 1918 un huevo costaba 0,25 marcos, mientras que en noviembre de 1923, costaba 80 000 millones de marcos; o una libra de mantequilla, que valía 210 000 millones de marcos. El poder adquisitivo de los salarios se redujo entre un 30 y un 75 %. La miseria crecía. Aunque Stresemann tuvo que levantar la resistencia pasiva y, pese a sus deseos, ceder ante franceses y belgas, no perdió de vista los intereses alemanes. La situación exigía que regulara la situación económica del país antes que la situación política. Stresemann no cesó en combatir las directrices de su partido, que percibía su política exterior como demasiado moderada y cuestionaba la política de entente con Francia, un «incesante combate finalmente mortal».
Con la colaboración del comisario del Reich en cuestiones monetarias, Hjalmar Schacht, el ministro de Finanzas, Hans Luther, creó el Rentenbank el 15 de octubre de 1923. El Rentenmark se puso en circulación el 16 de noviembre y, según la nueva tasa de cambio, 4,2 billones de marcos papel (Papiermark) eran el equivalente a 4,2 marcos oro, o 4,2 Rentenmark. Esta nueva moneda ya no garantizaba su valor en oro, como lo hacía el Reichsmark, sino sobre la producción agrícola e industrial. La reforma monetaria iniciada permitió a Stresemann estabilizar la economía. El Rentenmark fue reemplazado por el Reichsmark el 30 de agosto de 1924, lo que posibilitó la inversión de los países extranjeros en Alemania. No obstante, el separatismo constituyó el problema recurrente que Stresemann tuvo que paliar. Mientras, el canciller hizo aprobar algunas medidas como el control de los despidos arbitrarios, la reglamentación de los contratos laborales o la indemnización por despido. Renania estaba igualmente en el centro de las preocupaciones de Stresemann.
Aunque combatió la inflación y preservó la unidad del país, Stresemann fue obligado a abandonar el poder. (Presentó su dimisión el 23 de noviembre de 1923 y siguió siendo canciller en funciones hasta el 30 de noviembre de 1923.) El SPD había forzado a Stresemann a recurrir a una moción de confianza. Tal moción de confianza fue rechazada por 231 votos contra 156. Se le reprochó no haber tratado a Turingia, Sajonia y Baviera del mismo modo, al no enviar el ejército a Baviera. El presidente Ebert declaró entonces: «Lo que os empuja a derrocar al canciller será olvidado en seis semanas, pero sentiréis las consecuencias de vuestra tontería diez años».

### LaKriegsschuldfrage
La responsabilidad de la guerra (Kriegsschuldfrage) fue también uno de los temas a los que Stresemann se enfrentó. Al terminar la Primera Guerra Mundial, se negó a admitir cualquier responsabilidad alemana y se propagó la «leyenda de la puñalada por la espalda» (Dolchstoßlegende), según la cual el ejército alemán aún podría haber seguido combatiendo sin una rendición que había sido resultado de la traición interna. Si bien aceptó trabajar con los aliados, no olvidaba los intereses alemanes, tanto materiales como morales. El 2 de septiembre de 1923, pronunció un discurso en Stuttgart en el cual afirmó: 

Podemos someternos a cada juicio imparcial en cuanto a la responsabilidad alemana [de la guerra], pero tenemos que rechazar toda sentencia pronunciada sin escuchar al acusado y en el que las partes son jueces.

 El 25 de octubre siguiente, abordó nuevamente el asunto en La Haya, donde subrayó la buena voluntad de Alemania, que había abierto sus archivos y que reclamaba la intervención de una corte de justicia internacional.
Cuando abandonó sus funciones de canciller para pasar a tomar aquellas de ministro de Asuntos Exteriores, Stresemann continuó abordando este tema en los diferentes discursos que mantuvo. En el discurso llamado Gambrinusrede, que pronunció el 21 de septiembre de 1926 en Ginebra, afirmó que Alemania no era la responsable moral de la Primera Guerra Mundial: «Cuando se nos reprocha ser los responsables morales de la guerra mundial, decimos: no lo somos». Los mismos argumentos volvieron como un leitmotiv el 2 de octubre de 1926 en el congreso del Partido Popular Alemán en Colonia o el 26 de mayo de 1927 en Stuttgart. Incluso cuando las relaciones internacionales eran distendidas, Stresemann no vacilaba en abordar el tema de la responsabilidad en la guerra. Fue entrevistado por el periódico Le Matin el 23 de septiembre de 1927 y volvió a recalcar que la acusación moral hecha a Alemania causaba gran sufrimiento al pueblo germano, enfatizando en la política de paz puesta en marcha. Manifiestamente, quiso ignorar que fue el káiser Guillermo II quien decidió declarar la guerra y que lo hizo en el nombre del pueblo alemán, tanto si este lo quería como si no. Pero el entusiasmo popular existente en Alemania en agosto de 1914 permanecía muy arraigado en la memoria de belgas y franceses, así como los estragos de la guerra sobre los territorios de estos dos países, mientras que Alemania no vivió los combates y la destrucción en su territorio.

## Ministro de Asuntos Exteriores
Stresemann ya había sido ministro de Asuntos Exteriores cuando era canciller. Al ser nombrado para este mismo puesto el 30 de noviembre de 1923, Stresemann lo rechazó en un primer momento, alegando que su mandato como canciller le había agotado, pero cambió su decisión poco tiempo después. Entró entonces en el ejecutivo de Wilhelm Marx y comenzó por reformar el ministerio, apoyando la reforma de Edmund Schüler. La relación entre Marx y Stresemann era calificada como «armónica» y Stresemann disponía de la entera confianza de su canciller. Su talento fue muy rápidamente reconocido por sus colaboradores, como Carl von Schubert, que fue su secretario hasta 1929. Otro de sus colaboradores, Herbert von Dirksen, dijo de él: «El calor humano de su personalidad se mezclaba de la manera más feliz con su inteligencia impulsiva y su talento para hablar... Bajo su mano formadora, la materia seca se transformaba en una imagen totalmente diferente y tal vez mucho más viva». Tras haber aplacado la inflación como canciller, Stresemann hubo de plantar cara a otras grandes cuestiones como ministro: el problema de las reparaciones, el aislamiento diplomático de Alemania o, aún, el de las fronteras definidas por el Tratado de Versalles. Los contactos que había mantenido con el mundo diplomático le fueron muy valiosos. Todavía contaba entre sus amigos el embajador británico Edgar Vincent D'Abernon, el embajador francés Pierre de Margerie y el embajador estadounidense Jacob Gould Schurman.

### El plan Dawes

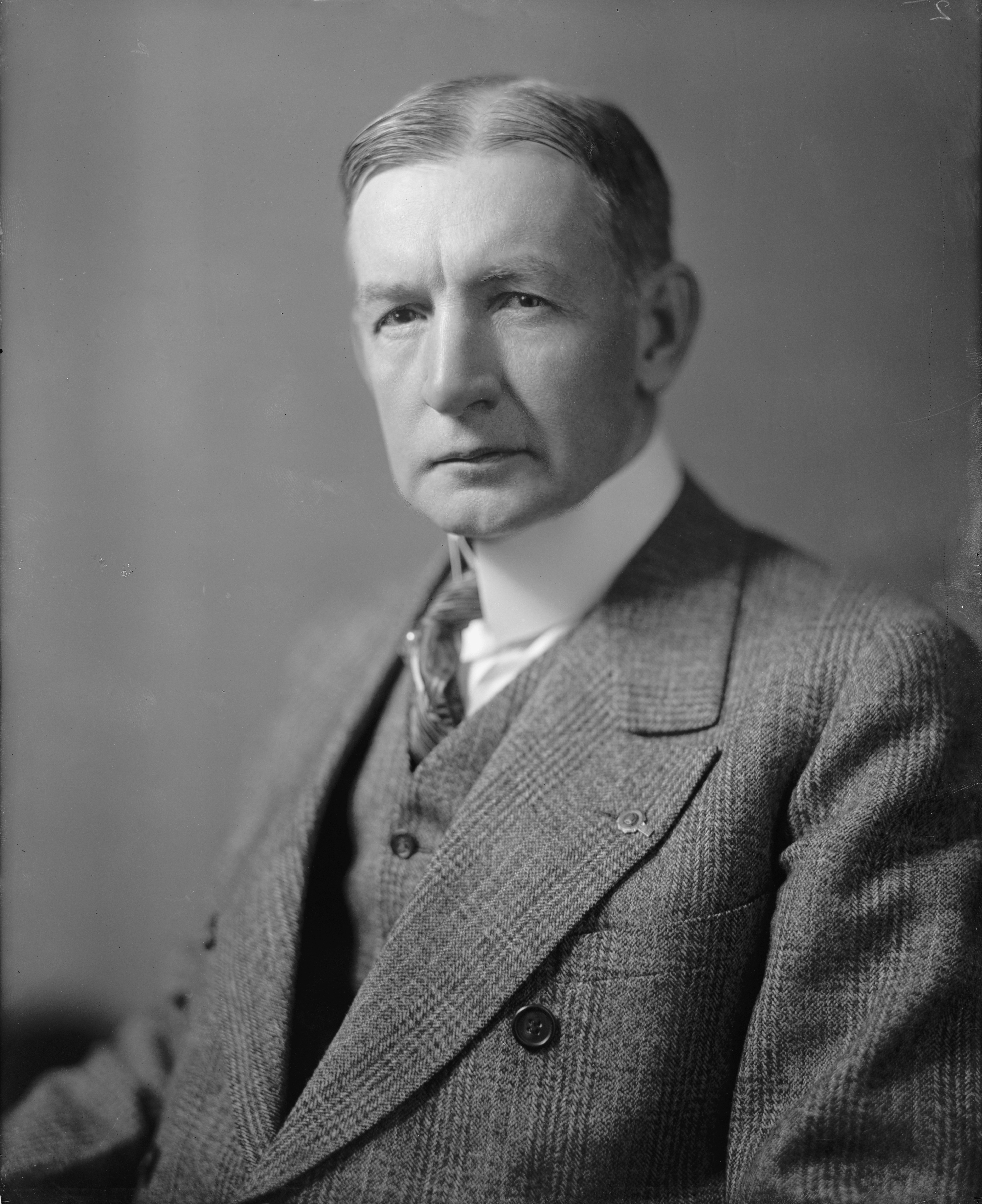
Charles Gates Dawes, impulsor del plan Dawes.

Las reparaciones que Alemania tenía que pagar a Francia y Bélgica pesaban todavía enormemente sobre el país, un sentimiento idéntico al ligado a la ocupación del Ruhr. El 30 de noviembre de 1923, la comisión encargada de las reparaciones decidió crear una comisión de expertos bajo la dirección de Charles Gates Dawes. Sin embargo, sus negociaciones con Francia y Bélgica fueron inmediatamente criticadas por sus adversarios, a lo que Stresemann replicó: «No podemos hacer otra cosa más que la política de un pueblo desarmado. El que critica la política de negociación y de conciliación tiene que decir qué política piensa hacer en su lugar». Las elecciones federales de 1924 dieron la oportunidad a los partidos extremistas y al Partido Nacional del Pueblo Alemán (DNVP) de promover una campaña contra el plan Dawes, algo que Stresemann, cada vez más enfermo, combatió.
Francia y Bélgica aceptaron el plan. Se celebró una conferencia en Londres entre julio y agosto de 1924 que cristalizó en un tratado. La conferencia preveía la recuperación de la soberanía alemana sobre territorios como el Ruhr y la evacuación de los franceses y de los belgas en 1925. Una vez que el plan fue aceptado, solo restaba que Stresemann hiciera que el Reichstag lo adoptara. Los comunistas y los nacionales lo rechazaron, pero fue ratificado el 29 de agosto de 1924. El plan Dawes entró en vigor el 1 de septiembre de 1924, permitiendo renegociar los pagos de las reparaciones y dejar un margen de maniobra muy importante para la República de Weimar. La firma de este tratado se hizo posible por la presión ejercida por los Estados Unidos y el trabajo de Stresemann, que había logrado sanear la situación económica alemana con la introducción del Rentenmark. El plan Dawes fue uno de los primeros éxitos alemanes en política exterior. Por primera vez tras la Primera Guerra Mundial, Alemania formó parte de una negociación internacional. Desde ese momento, Alemania tuvo que pagar mil millones de marcos oro anuales entre 1924 y 1928, año en el que alcanzaría los dos mil quinientos. El 55 % de las reparaciones se abonarían en efectivo, mientras que el resto se haría en especie.

### Acuerdos de Locarno

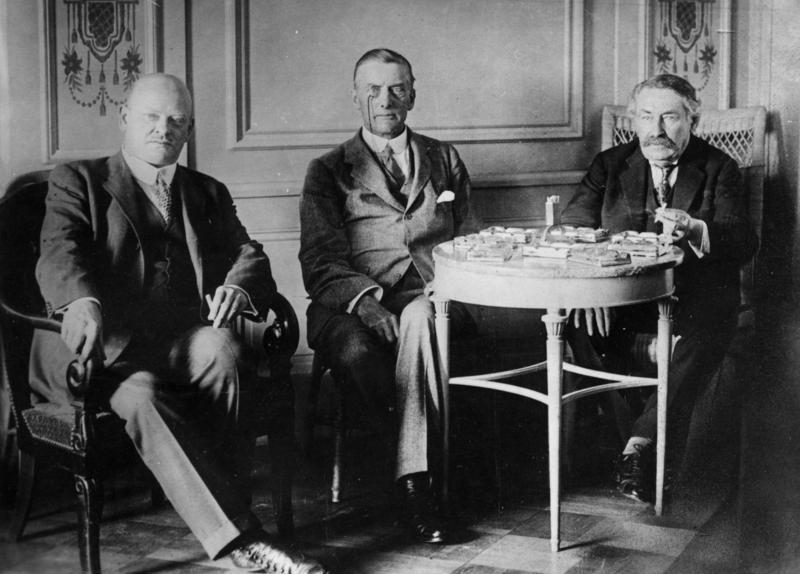
Gustav Stresemann, Austen Chamberlain y Aristide Briand en Locarno.

Al éxito diplomático del plan Dawes le siguió un nuevo éxito de la política exterior de Stresemann: la firma de los Acuerdos de Locarno. La situación política en Europa se había apaciguado, principalmente porque en Francia Poincaré había sido sustituido en 1924 por Édouard Herriot, que era bastante germanófilo. El origen de los acuerdos se encuentra en una conversación que Stresemann había mantenido con lord D'Abernon y Von Schubert al finalizar el mes de diciembre de 1924. No obstante, Herriot expresó sus inquietudes ante un posible futuro ataque de Alemania y no siguió adelante con el proyecto. Fue Aristide Briand quien acogió el plan y lo retomó. La noticia del comienzo de las negociaciones fue calificada de escándalo en los medios nacionalistas alemanes. El DNVP se enfureció contra Stresemann, al que consideraba un traidor. Stresemann, con respecto a las expectativas que le generaban las negociaciones, mencionó: 

El tratado debe lanzar una nueva era de cooperación entre las naciones... posibilitando a las generaciones siguientes tener todas las razones para conmemorar de manera agradecida ese día como el comienzo del nuevo desarrollo.

Del 5 al 16 de octubre de 1925, Chamberlain, Briand, Stresemann y Luther, junto a otros representantes europeos, se reunieron en Locarno (Suiza). El ambiente fue distendido y muy amigable. Los acuerdos se firmaron el 16, garantizando las fronteras occidentales de Alemania en el llamado pacto renano. El Ruhr pasó a ser protegido desde ese momento de toda ocupación. Se reclamó la entrada de Alemania en la Sociedad de las Naciones y Stresemann renunció a Alsacia y Lorena, Eupen y Malmedy. No obstante, deseaba poder recobrar los territorios del este. La frontera oriental era el centro de sus preocupaciones. Los acuerdos firmados por Stresemann aseguraban la invulnerabilidad de las fronteras, pero no su intangibilidad, lo que permitía una posible revisión de las fronteras en beneficio de Alemania, sobre todo en lo referente al corredor polaco. Stresemann expresó de la siguiente forma su satisfacción por la firma de los acuerdos: 

Locarno no será el final, sino el comienzo de un periodo de cohabitación lleno de confianza entre las naciones.

El regreso a Berlín fue tumultuoso. El líder del DNVP, Kuno von Westarp, no estaba de acuerdo con los acuerdos de Locarno, ya que según él iban demasiado lejos. Se produjo entonces una crisis gubernamental, los ministros nacionales abandonaron el ejecutivo. Hans Luther consiguió evitar lo peor manteniendo su Gobierno en funciones. Stresemann tuvo que soportar duras críticas, como las de la prensa de extrema derecha, que llegó incluso a pedir su muerte, con un atentado frustrado en diciembre de 1925. Los acuerdos fueron firmados finalmente el 1 de diciembre de 1925 en Londres por Luther y su ministro de Asuntos Exteriores.

### Acercamiento franco-alemán

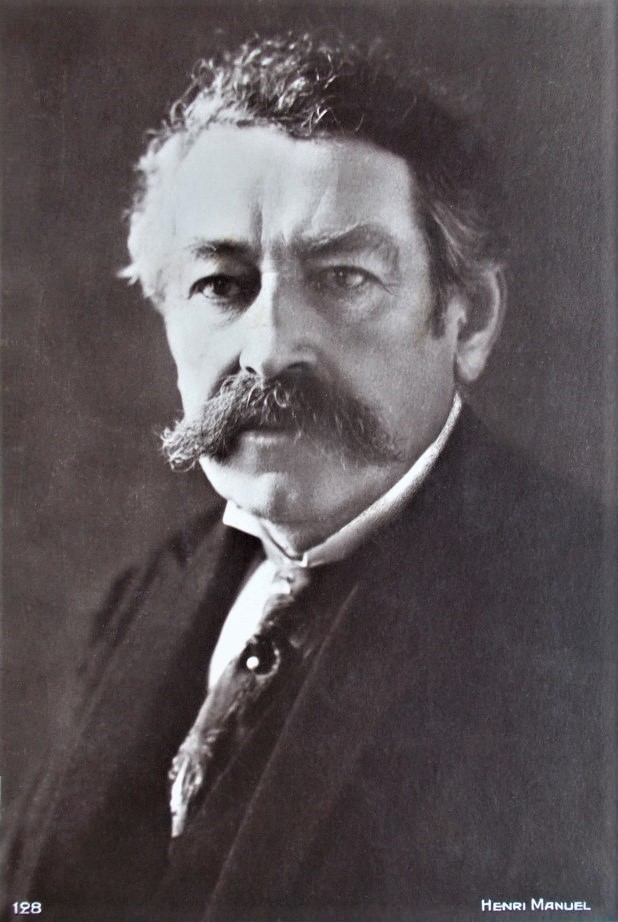
Aristide Briand.

El patriotismo de Stresemann habría podido comprometer el buen desarrollo de la firma de los tratados. El 7 de septiembre de 1925, habló en una carta dirigida al Kronprinz de «trampear». Esta palabra le fue reprochada con frecuencia y fue acusado de usar un doble lenguaje. Aristide Briand, ministro de Asuntos Exteriores francés, entabló amistad con Stresemann, haciendo progresar el acercamiento franco-alemán. A pesar de sus orígenes sociales diferentes (Briand formaba parte de la burguesía), ambos estadistas constataron que la paz en Europa dependía de las relaciones entre sus dos países. El 19 de agosto de 1929, Stresemann envió una carta a Briand en la que decía: «Al exagerar la idea de prestigio, muchas desgracias han caído sobre el mundo».
Ambos fueron hombres de compromisos, aunque Stresemann subrayaba: «Cada uno de nosotros pertenece primeramente a su patria, un buen francés, un buen inglés o un buen alemán tiene que ser parte de su pueblo, pero cada uno tiene que ser igualmente miembro de la familia europea [...] Tenemos derecho a hablar de una idea europea... Una comunidad de destinos nos une. Si queremos lograr avances, estos no llegarán combatiendo, sino colaborando». Stresemann y Briand fueron a partir de ese momento los «apóstoles de la paz». El 10 de diciembre de 1926, ambos recibieron el Premio Nobel de la Paz por los acuerdos de Locarno. Stresemann dijo al recibirlo: «Somos de la raza que aspira a la luz en la oscuridad».
Algunos meses antes, el 17 de septiembre de 1926, tuvo lugar un encuentro secreto entre Stresemann y Briand en el pueblo de Thoiry (Ain), cerca de Ginebra. Stresemann quería regular la ocupación de Renania, la supresión del servicio militar y la restitución del Sarre. Briand quería dinero a cambio, mil millones de marcos oro. Stresemann abordó igualmente la cuestión de Eupen y Malmedy, algo a lo que Briand no se opuso. Al salir del encuentro, conocido bajo el nombre de Acuerdos de Thoiry, Stresemann habría declarado: «Todo el contencioso Francia-Alemania ocupa un vaso de licor». Sin embargo, no se dio ninguna continuación al proyecto. El ejecutivo francés estimó que Briand había hecho concesiones demasiado grandes y Stresemann no fue apoyado por Hans Luther. Briand rechazó incluso la iniciativa de Thoiry ante Stresemann para salvar la cara ante Poincaré, que el canciller alemán veía como principal obstáculo a su política. Stresemann continuó su política en la Sociedad de las Naciones, teniendo como objetivo la evacuación de Renania. Ambos siguieron siendo amigos a pesar del fracaso de Thoiry.

### Último éxito
Stresemann luchó para que Alemania se integrara en la Sociedad de las Naciones. Esta integración constituiría un último paso hacia la igualdad de derechos para Alemania: «Es precisamente el artículo 19 del Tratado de la Sociedad de Naciones el que nos permite revisar los tratados que se han vuelto inaplicables. Como miembros de la Sociedad de Naciones podemos utilizar esta posibilidad». Stresemann tenía un doble proyecto. No solo quería restablecer el prestigio que gozaba Alemania antes de la Gran Guerra, sino también, y sobre todo, revisar el Tratado de Versalles. El 8 de septiembre de 1926, Alemania obtuvo un puesto permanente en la Sociedad de Naciones y Stresemann pronunció un discurso dos días más tarde. Briand saludó a su amigo, que gritó por tres ocasiones en la sala «¡La guerra ha terminado!». La entrada en la Sociedad de Naciones fue muy importante para el excanciller porque daba la capacidad a Alemania de revisar el Tratado de Versalles, como él siempre había deseado. Esta entrada había fracasado en marzo de 1926 después de que Alemania presentara su candidatura el 8 de febrero de 1926.
Gustav Stresemann firmó el 24 de abril de 1926 el Tratado de Berlín entre Alemania y la Unión Soviética. En diciembre se había firmado un protocolo que ponía fin al control militar aliado. El 27 de agosto de 1928, se firmó el Pacto Briand-Kellogg, que reafirmaba la solución pacífica de los conflictos entre países. La delegación viajó a París y Stresemann fue recibido incluso por Poincaré, lo que hubiera sido impensable algunos años antes. Enfermo, Stresemann pasó los últimos instantes de su vida regulando problemas de política interior y con la puesta en marcha del Plan Young. El Plan Dawes no había definido nada sobre el importe definitivo de las reparaciones de guerra, por lo que resultaba necesario un segundo plan. Gracias al Plan Young, la duración de las reparaciones se fijó en cincuenta y nueve años. Stresemann consiguió al mismo tiempo la retirada de las tropas francesas de Renania, que se produjo el 30 de junio de 1930. Hasta el final, Stresemann intentó desarrollar su política y continuó exhortando a Briand para que hiciera concesiones: «Si Briand no hace concesiones ahora, yo ya estoy acabado. Vendrá otro. ¡Vayan a Núremberg y vean a Hitler!».

## Muerte

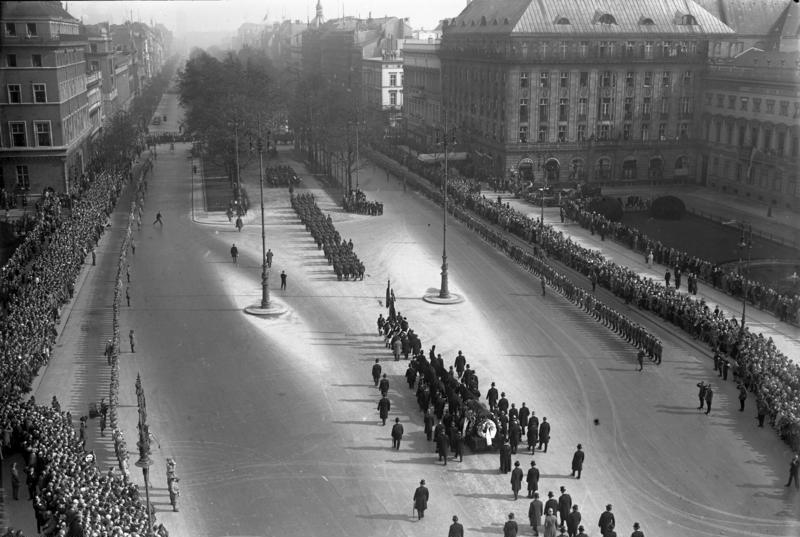
Cortejo fúnebre con el ataúd de Stresemann ante la Puerta de Brandeburgo en la plaza de París de Berlín el 6 de octubre de 1929.

Stresemann no pudo ver las consecuencias de sus esfuerzos. Enfermo desde antes de 1914, hiperactivo, llevó a lo largo de su carrera política e industrial una vida muy agotadora físicamente. A partir de 1927, su salud no hizo más que empeorar. Fue en esta época cuando dictó sus últimas voluntades a su secretario Henry Bernhard. Stresemann había tenido un ligero accidente cerebrovascular el 6 de agosto de 1928. Se le diagnosticó una arteriosclerosis. Las enfermedades se fueron encadenando una con otra.

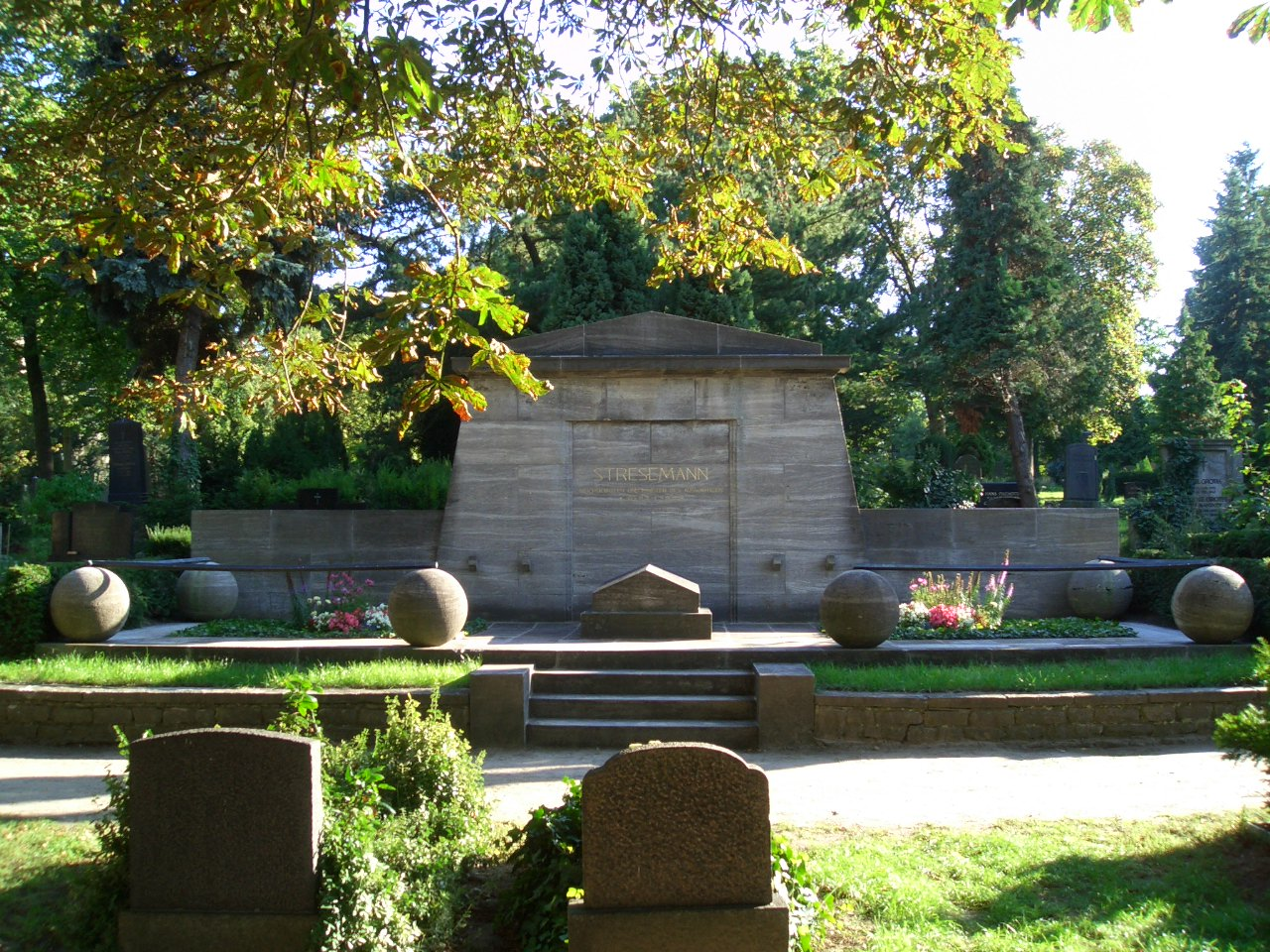
Tumba de Stresemann en el cementerio de Luisenstadt.

Murió de otro ataque cerebral el 3 de octubre de 1929 a los cincuenta y un años. Numerosas personalidades como el presidente Paul von Hindenburg tomaron parte en el cortejo fúnebre que desfiló ante el Reichstag antes de hacer una parada en el Ministerio de Asuntos Exteriores. Stresemann fue enterrado junto con sus parientes en el cementerio de Luisenstadt, un barrio de Kreuzberg. Con su fallecimiento, la República de Weimar perdió a uno de sus políticos más dotados, así como a uno de sus defensores. La muerte de Stresemann y la crisis mundial marcaron el final de la república y de la idea europea. Su secretario Carl von Schubert dijo al día siguiente de su muerte: «El Ministerio de Asuntos Exteriores pierde con él a un jefe de una energía incansable y de una aventajada claridad de vista en las cuestiones decisivas». Seis meses más tarde, la gran coalición formada por el SPD, el DDP, el DVP y Zentrum puso en marcha los gobiernos que desembocaron algunos años más tarde en el ascenso a la cancillería de Adolf Hitler.
Poco antes de morir, Stresemann había dicho al diplomático Albert Bruce Lockhart: «Si los Aliados me hubieran hecho concesiones una sola vez, habría tenido al pueblo detrás de mí y sí, todavía hoy podría conseguirlo. Pero no me han dado nada y las pequeñas concesiones que han hecho han venido siempre demasiado tarde. Así, no nos queda nada más que la violencia bruta. El porvenir está en manos de la nueva generación y esta, la juventud alemana, que habríamos podido sumar a nuestra causa por la paz y la reconstrucción, la hemos perdido. Esta es mi tragedia y vuestro crimen, el de vosotros los Aliados».

## Controversias políticas
La intención de Stresemann de revisar el Tratado de Versalles por la vía de una política de acercamiento a Francia ha generado debates tanto en la política como en la investigación histórica. Se le puede calificar de europeo, pero igualmente de nacionalista radical. Sus adversarios conservadores y nacionalistas calificaron su política de no alemana y flexible.
Una carta enviada por Stresemann en 1925 a su amigo el Kronprinz Guillermo de Prusia aporta una luz insospechada a su acción política internacional. Manifiesta el deseo de ejercer una cierta política de potencia e indica su actuación para rectificar las fronteras orientales. Reivindica particularmente la recuperación de Dánzig y de su corredor, así como la anexión de Austria a Alemania, objetivos solo alcanzables si se aseguraba la paz con Francia. Lo «esencial», escribía Stresemann, «es la liberación de nuestro suelo [...]; hace falta primeramente que nuestros estranguladores aflojen su apresamiento; por eso la política alemana deberá comenzar por seguir la fórmula que Metternich, creo, adoptó en Austria después de 1809: engañar y a la vez eludir las grandes decisiones».
Ciertos historiadores, como el francés Raymond Poidevin, concluyen que Stresemann era un nacionalista marcadamente oportunista que desplegaba sus armas diplomáticas para engañar a las potencias occidentales y hacer revisar el Tratado de Versalles. Se le reprocha así a Stresemann la sinceridad de su política exterior. Afirma que Stresemann nunca escondió el hecho de que la revisión del Tratado de Versalles era uno de sus objetivos. Su política tenía que desembocar en negociaciones internacionales. Basada en la economía, esta política se desmarcaba de aquella llevada hasta entonces por el Reich, pero igualmente de aquella que llevó a continuación Hitler, puesto que Stresemann nunca planteó el rearme de Alemania. Tiene un estatus particular en la historia alemana. Los juicios extremos llevados en su contra no tienen en cuenta que se mantuvo siempre lejos de los extremismos. Ciertas investigaciones actuales relativizan la importancia de la carta al Kronprinz de 1925 y presentan a Stresemann con una imagen mucho más matizada. Joseph Rovan dijo de él: «Sus sucesores no tuvieron ni su talento, ni su prestigio y no suscitaron la misma confianza en sus interlocutores».

## Publicaciones

### Obras de Stresemann
- Wirtschaftpolitische Zeitfragen, Dresde, 1911 (en alemán)
- Michel horch, der Seewind pfeift. Kriegsbetrachtungen von Dr. Gustav Stresemann, Reichsverlag, Berlín, 1916 (en alemán)
- Entstehung der Deutschen Volkspartei, Staatspolitischer Verlag, Berlín, 1919 (en alemán)
- Die Märzereignisse und die deutsche Volkspartei. Mit Anhang, Staatspolitischer Verlag, Berlín, 1920 (en alemán)

### Documentos de Stresemann
- Akten zur Auswärtigen Politik 1918-1945 (ADAP). Serie A 1918-1924, Bd. A I y siguientes, Vandenhoeck & Ruprecht, Göttingen 1982 y siguientes; Serie B 1925-1933, Bd. B I y siguientes., Vandenhoeck & Ruprecht, Gotinga, 1966 (en alemán)
- Akten der Reichskanzlei Weimarer Republik, Karl Dietrich Erdmann im Auftrag der Historischen Kommission bei der Bayerischen Akademie der Wissenschaften. Die Kabinette Stresemann I und II, 2 vols., Harald Boldt Verlag, Boppard am Rhein, 1978 (en alemán)
- Gustav Stresemann, Reden und Schriften. Politik - Geschichte - Literatur 1897 bis 1926, 2 vols., Carl Reissner Verlag, Dresde, 1926 (en alemán)
- Gustav Stresemann, Reichstagsreden, Gerhard Zwoch, Verlag AZ Studio Pfattheicher & Reichardt, Bonn, 1972 (en alemán)
- Gustav Stresemanns Schriften, Arnold Harttung, Berlin Verlag, Berlín, 1976 (en alemán)
- Vermächtnis. Der Nachlaß in drei Bänden, Henry Bernhard, Verlag Ullstein, Berlín, 1932/33 (en alemán)
- Gustav Stresemann, Six années de politique allemande - Les papiers de Stresemann (traduction de Henri Bloch et Paul Roques). vol 1., París, 1932 (en francés)